# Torneo de Winston-Salem 2016
El Winston-Salem Open 2016 es un torneo de tenis. Pertenece al ATP Tour 2016 en la categoría ATP World Tour 250. El torneo tendrá lugar en la ciudad de Winston-Salem, Carolina del Norte, Estados Unidos, desde el 21 de agosto hasta el 27 de agosto de 2016 sobre canchas duras. El torneo forma parte del US Open Series 2016.

## Cabezas de serie

### Individual masculino
| Tenista               | Ranking | Preclasificada |
| Richard Gasquet       | 15      | 1              |
| Roberto Bautista Agut | 17      | 2              |
| Pablo Cuevas          | 19      | 3              |
| Steve Johnson         | 23      | 4              |
| Kevin Anderson        | 24      | 5              |
| Sam Querrey           | 29      | 6              |
| Gilles Simon          | 31      | 7              |
| Benoît Paire          | 32      | 8              |
| Albert Ramos-Viñolas  | 33      | 9              |
| Viktor Troicki        | 35      | 10             |
| João Sousa            | 36      | 11             |
| Paolo Lorenzi         | 40      | 12             |
| Andrey Kuznetsov      | 41      | 13             |
| Federico Delbonis     | 43      | 14             |
| Marcos Baghdatis      | 44      | 15             |
| Fernando Verdasco     | 45      | 16             |

- Ranking del 15 de agosto de 2016

### Dobles masculinos
| Tenista                               | Ranking | Preclasificada |
| Łukasz Kubot Nenad Zimonjić           | 58      | 1              |
| Mate Pavić Michael Venus              | 78      | 2              |
| Robert Lindstedt Aisam-ul-Haq Qureshi | 79      | 3              |
| Eric Butorac Scott Lipsky             | 86      | 4              |

## Campeones

### Individual masculino
Pablo Carreño venció a  Roberto Bautista Agut por 6-7(6), 7-6(1), 6-4.

### Dobles masculino
Guillermo García-López /  Henri Kontinen vencieron a  Andre Begemann /  Leander Paes por 4-6, 7-6(6), [10-8]